# ماداریپور
ماداریپور شهری در استان داکا در جنوب مرکزی بنگلادش است. این شهر مرکز شهرستان ماداریپور است. این شهر به نام شاه مدار، یک صوفی که اسلام را در منطقه گسترش داد، نامگذاری شده است.

## جمعیت شناسی
طبق سرشماری سال ۲۰۲۲ بنگلادش، ماداریپور ۱۴۱۱۲ خانوار و ۱,۲۹۳,۰۲۷ نفر جمعیت داشت.